# Ляк (Самухский район)
Ляк (азерб. Lək) — село в составе Лякского муниципалитета Самухского района Азербайджана.

## География
Расположено на Гянджа-Газахской равнине в 28 км к северо-востоку от города Самух.

## Название села
Учёный-этнограф М.Велиев-Бахарлы упоминал племя ляки как одно из тюркских племён, появившихся на территории Закавказья в XI—XV вв., и указывал места его расселения. Среди этих мест указывались и сёла Ляк и Лякили Джеванширского уезда (по административно-территориальному делению Российской империи).
К тюркскому племени ляк также относились следующие селения: в Геокчайском уезде — Ляк, Ляк-Чыплаг; в Агдашском — Ляки; Гянджинском — Ляк (по административно-территориальному делению Российской империи).

## Население
Материалы посемейных списков на 1886 год показывают село Лякъ с числом жителей 353 человек (61 дым) и все азербайджанцы (в источнике «татары») — шииты.
Население состоит из азербайджанцев — 1314 человек, по переписи 2009 года. 